# Mètrica de De Sitter–Schwarzschild
En la relativitat general, la solució de De Sitter-Schwarzschild descriu un forat negre en un pegat causal de l'espai de De Sitter. A diferència d'un forat negre d'espai pla, hi ha un forat negre de Sitter més gran possible, que és l'espai-temps de Nariai. El límit de Nariai no té singularitats, els horitzons cosmològics i els forats negres tenen la mateixa àrea, i es poden mapejar entre si mitjançant una simetria de reflexió discreta en qualsevol pegat causal.

## Introducció
En la relativitat general, els espais temps poden tenir horitzons d'esdeveniments de forats negres i també horitzons cosmològics. La solució de De Sitter–Schwarzschild és la solució més senzilla que té totes dues.

## Mètrica
La mètrica de qualsevol solució esfèricament simètrica en forma de Schwarzschild és:
{\displaystyle ds^{2}=-f(r)dt^{2}+{dr^{2} \over f(r)}+r^{2}(d\theta ^{2}+\sin ^{2}\theta \,d\phi ^{2})}
Les equacions d'Einstein al buit donen una equació lineal per a f(r), que té com a solucions:
{\displaystyle f(r)=1-2a/r}
{\displaystyle f(r)=1-br^{2}}
La primera és una solució d'energia d'estrès zero que descriu un forat negre en l'espai temps buit, la segona (amb b positiu) descriu l'espai de Sitter amb una energia d'estrès d'una constant cosmològica positiva de magnitud 3 b. Superposant les dues solucions s'obté la solució de De Sitter-Schwarzschild:
{\displaystyle f(r)=1-{\frac {2a}{r}}-br^{2}}
Els dos paràmetres a i b donen la massa del forat negre i la constant cosmològica respectivament. En d + 1, la caiguda de la llei de potència inversa a la part del forat negre és d − 2. En 2 + 1 dimensions, on l'exponent és zero, la solució anàloga comença amb 2 + 1 de Sitter espai, retalla una falca i enganxa els dos costats de la falca junts per fer un espai cònic.
L'equació geodèsica
{\displaystyle g_{aj}{\ddot {x}}^{j}+\left(\partial _{i}g_{aj}-{\frac {1}{2}}\partial _{a}g_{ij}\right){\dot {x}}^{j}{\dot {x}}^{i}=0}
dóna
{\displaystyle {\ddot {r}}+{\frac {1}{2}}{\frac {-f'(r)}{f(r)}}{\dot {r}}^{2}+{\frac {1}{2}}f(r)f'(r){\dot {t}}^{2}-rf(r){\dot {\theta }}-rf(r){\text{sin}}^{2}\theta {\dot {\phi }}^{2}=0}
per al radial, i
{\displaystyle {\ddot {t}}+{\frac {1}{f(r)}}f'(r){\dot {t}}{\dot {r}}=0}
per al component de temps.